# گاریک باسماجیان
گاریک باسماجیان (ارمنی: Գարիկ Բասմաջյան) شاعر، مترجم و کلکسیونر اشیاء هنری و باستانی اهل ارمنستان بود که در ۲۰ دسامبر ۱۹۴۷ در اورشلیم تولد یافته‌است. تحصیلات ابتدایی را در مدرسه انگلیسی زادگاهش گذرانده و سپس در سال ۱۹۷۰ میلادی در رشته ادبیات از دانشگاه دولتی ایروان فارغ‌التحصیل شده است. باسماجیان در سال ۱۹۷۲ میلادی در شهر پاریس فرانسه اقامت داشت و به کار انتشارات می‌پرداخت.
از این شاعر دو مجموعه شعر به نام‌های «شبتاب در آفتاب» (۱۹۷۱) و «به آغاز خود بازمی‌گردم» (۱۹۷۷) منتشر شده است.
در روز ۲۹ ژوئیه ۱۹۸۹ به محض خروج از هتلی در مسکو ناپدید شد.

## شعری از گاریک باسماجیان به نام (نگهبانی)
چه خوب است که تو اینک در خوابی
و لبخندی آسوده لب‌هایت را به هم می‌پیوندد
بی تردید خواب خوشی می‌بینی
به پرستوهای بیابان نان و آب می‌دهی
و ناگهان با فوج پرندگان به پرواز می‌آیی
خوشا به حال تو باد.